# Nowa Słupia (gmina)
Nowa Słupia (do 1870 gmina Baszowice, do 1954 gmina Słupia Nowa) – gmina miejsko-wiejska w województwie świętokrzyskim, w powiecie kieleckim. W latach 1975–1998 gmina położona była w województwie kieleckim.
Siedziba gminy to Nowa Słupia.
Według danych z 30 czerwca 2004 gminę zamieszkiwało 9735 osób.
Corocznie na terenie gminy organizowane są Dymarki Świętokrzyskie. Można na nich zobaczyć, jak wytapia się żelazo metodą sprzed 2000 lat.

## Miejscowości
| Wykaz miejscowości podstawowych oraz ich integralnych części, w administracji gminy Nowa Słupia.                                                                                           | Wykaz miejscowości podstawowych oraz ich integralnych części, w administracji gminy Nowa Słupia. | Wykaz miejscowości podstawowych oraz ich integralnych części, w administracji gminy Nowa Słupia. | Wykaz miejscowości podstawowych oraz ich integralnych części, w administracji gminy Nowa Słupia. | Wykaz miejscowości podstawowych oraz ich integralnych części, w administracji gminy Nowa Słupia. |
| Nazwa | Rodzaj miejscowości                                                                              | Miejscowość podstawowa                                                                           | SIMC                                                                                             | Położenie geograficzne                                                                           |
| --- | ------------------------------------------------------------------------------------------------ | ------------------------------------------------------------------------------------------------ | ------------------------------------------------------------------------------------------------ | ------------------------------------------------------------------------------------------------ |
| Bartoszowiny | wieś                                                                                             |                                                                                                  | 0255183                                                                                          | 50°50′19″N 21°01′55″E/50,838611 21,031944                                                        |
| Baszowice | wieś                                                                                             |                                                                                                  | 0255214                                                                                          | 50°52′37″N 21°04′03″E/50,876944 21,067500                                                        |
| Baszowice-Resztówka | część wsi                                                                                        | Baszowice                                                                                        | 0255220                                                                                          | 50°52′43″N 21°03′29″E/50,878611 21,058056                                                        |
| Berdyszów | część wsi                                                                                        | Dębno                                                                                            | 0255310                                                                                          | 50°53′24″N 20°59′16″E/50,890000 20,987778                                                        |
| Bielów | część wsi                                                                                        | Mirocice                                                                                         | 0255480                                                                                          | 50°53′05″N 21°02′05″E/50,884722 21,034722                                                        |
| Brandys | część wsi                                                                                        | Dębno                                                                                            | 0255326                                                                                          | 50°53′55″N 20°59′52″E/50,898611 20,997778                                                        |
| Ciemna | część wsi                                                                                        | Cząstków                                                                                         | 0255266                                                                                          | 50°53′19″N 21°07′11″E/50,888611 21,119722                                                        |
| Ciemna | część wsi                                                                                        | Pokrzywianka                                                                                     | 0255562                                                                                          | 50°53′15″N 21°07′15″E/50,887500 21,120833                                                        |
| Cząstków | wieś                                                                                             |                                                                                                  | 0255250                                                                                          | 50°53′34″N 21°07′03″E/50,892778 21,117500                                                        |
| Dębniak | wieś                                                                                             |                                                                                                  | 0255421                                                                                          | 50°50′32″N 21°05′30″E/50,842222 21,091667                                                        |
| Dębno | wieś                                                                                             |                                                                                                  | 0255303                                                                                          | 50°53′40″N 20°59′30″E/50,894444 20,991667                                                        |
| Dolna wieś | część wsi                                                                                        | Bartoszowiny                                                                                     | 0255190                                                                                          | 50°50′06″N 21°01′56″E/50,835000 21,032222                                                        |
| Gajówka | część wsi                                                                                        | Trzcianka                                                                                        | 0255846                                                                                          | 50°50′52″N 21°03′44″E/50,847778 21,062222                                                        |
| Góry | część wsi                                                                                        | Stara Słupia                                                                                     | 0255770                                                                                          | 50°51′59″N 21°07′15″E/50,866389 21,120833                                                        |
| Hucisko | wieś                                                                                             |                                                                                                  | 0255384                                                                                          | 50°52′27″N 21°02′50″E/50,874167 21,047222                                                        |
| Jeleniów | wieś                                                                                             |                                                                                                  | 0255390                                                                                          | 50°50′33″N 21°06′59″E/50,842500 21,116389                                                        |
| Jeleniów-Kolonia | kolonia wsi                                                                                      | Jeleniów                                                                                         | 0255438                                                                                          | 50°51′05″N 21°07′40″E/50,851389 21,127778                                                        |
| Jeziorko | wieś                                                                                             |                                                                                                  | 0255444                                                                                          | 50°53′36″N 21°01′02″E/50,893333 21,017222                                                        |
| Kapkaz | osada wsi                                                                                        | Trzcianka                                                                                        | 0255852                                                                                          | 50°50′17″N 21°03′13″E/50,838056 21,053611                                                        |
| Kępa | część wsi                                                                                        | Mirocice                                                                                         | 0255496                                                                                          | 50°53′36″N 21°02′38″E/50,893333 21,043889                                                        |
| Kolonia Druga | część wsi                                                                                        | Skały                                                                                            | 0255639                                                                                          | 50°53′30″N 21°09′29″E/50,891667 21,158056                                                        |
| Kolonia Pierwsza | część wsi                                                                                        | Skały                                                                                            | 0255645                                                                                          | 50°53′42″N 21°09′59″E/50,895000 21,166389                                                        |
| Kolonijki | część miasta                                                                                     | Nowa Słupia                                                                                      | 1017066                                                                                          | 50°51′37″N 21°05′35″E/50,860278 21,093056                                                        |
| Łazy | część miasta                                                                                     | Nowa Słupia                                                                                      | 1017072                                                                                          | 50°51′18″N 21°04′30″E/50,855000 21,075000                                                        |
| Majdan | część wsi                                                                                        | Jeleniów                                                                                         | 0255409                                                                                          | 50°50′19″N 21°07′53″E/50,838611 21,131389                                                        |
| Milanowska Wólka | wieś                                                                                             |                                                                                                  | 0255450                                                                                          | 50°50′45″N 21°04′58″E/50,845833 21,082778                                                        |
| Mirocice | wieś                                                                                             |                                                                                                  | 0255473                                                                                          | 50°53′04″N 21°02′36″E/50,884444 21,043333                                                        |
| Nowa Słupia | miasto                                                                                           |                                                                                                  | 0255510                                                                                          | 50°51′47″N 21°05′18″E/50,863056 21,088333                                                        |
| Nowa Sosnówka | część wsi                                                                                        | Sosnówka                                                                                         | 0255674                                                                                          | 50°54′06″N 21°05′14″E/50,901667 21,087222                                                        |
| Nowe Baszowice | część wsi                                                                                        | Baszowice                                                                                        | 0255237                                                                                          | 50°52′43″N 21°04′20″E/50,878611 21,072222                                                        |
| Nowy Cząstków | część wsi                                                                                        | Cząstków                                                                                         | 0255272                                                                                          | 50°53′54″N 21°06′51″E/50,898333 21,114167                                                        |
| Osiedle Górne | część wsi                                                                                        | Sosnówka                                                                                         | 0255697                                                                                          | 50°54′05″N 21°05′41″E/50,901389 21,094722                                                        |
| Paprocice | wieś                                                                                             |                                                                                                  | 0255533                                                                                          | 50°49′38″N 21°04′33″E/50,827222 21,075833                                                        |
| Parcela | część wsi                                                                                        | Dębno                                                                                            | 0255332                                                                                          | 50°53′24″N 20°59′03″E/50,890000 20,984167                                                        |
| Pniaki | część wsi                                                                                        | Jeleniów                                                                                         | 0255415                                                                                          | 50°50′29″N 21°06′17″E/50,841389 21,104722                                                        |
| Pod Lasem | część wsi                                                                                        | Paprocice                                                                                        | 0255540                                                                                          | 50°49′36″N 21°05′28″E/50,826667 21,091111                                                        |
| Podchełmie | część wsi                                                                                        | Stara Słupia                                                                                     | 0255786                                                                                          | 50°52′32″N 21°06′57″E/50,875556 21,115833                                                        |
| Pokrzywianka | wieś                                                                                             |                                                                                                  | 0255556                                                                                          | 50°53′53″N 21°07′59″E/50,898056 21,133056                                                        |
| Pokrzywianka Dolna | część wsi                                                                                        | Pokrzywianka                                                                                     | 0255579                                                                                          | 50°53′37″N 21°08′07″E/50,893611 21,135278                                                        |
| Pokrzywianka Górna | część wsi                                                                                        | Pokrzywianka                                                                                     | 0255585                                                                                          | 50°53′09″N 21°07′43″E/50,885833 21,128611                                                        |
| Pokrzywianka-Hektary | część wsi                                                                                        | Pokrzywianka                                                                                     | 0255591                                                                                          | 50°53′39″N 21°08′40″E/50,894167 21,144444                                                        |
| Radoszów | część miasta                                                                                     | Nowa Słupia                                                                                      | 1017089                                                                                          | 50°51′48″N 21°05′32″E/50,863333 21,092222                                                        |
| Rogatki | część wsi                                                                                        | Dębno                                                                                            | 0255349                                                                                          | 50°53′55″N 21°00′15″E/50,898611 21,004167                                                        |
| Rudki | część wsi                                                                                        | Sosnówka                                                                                         | 0255711                                                                                          | 50°53′52″N 21°05′16″E/50,897778 21,087778                                                        |
| Rudki | osada                                                                                            | Rudki                                                                                            | 0255600                                                                                          | 50°53′35″N 21°05′25″E/50,893056 21,090278                                                        |
| Serwis | wieś                                                                                             |                                                                                                  | 0255616                                                                                          | 50°53′20″N 21°04′56″E/50,888889 21,082222                                                        |
| Siedliszki | część wsi                                                                                        | Dębno                                                                                            | 0255355                                                                                          | 50°53′55″N 20°59′28″E/50,898611 20,991111                                                        |
| Skały | wieś                                                                                             |                                                                                                  | 0255622                                                                                          | 50°54′11″N 21°09′24″E/50,903056 21,156667                                                        |
| Skowroniec | część wsi                                                                                        | Sosnówka                                                                                         | 0255728                                                                                          | 50°53′36″N 21°05′45″E/50,893333 21,095833                                                        |
| Sosnówka | wieś                                                                                             |                                                                                                  | 0255668                                                                                          | 50°54′12″N 21°05′14″E/50,903333 21,087222                                                        |
| Sosnówka-Cegielnia | przysiółek wsi                                                                                   | Sosnówka                                                                                         | 0255734                                                                                          | 50°53′50″N 21°04′26″E/50,897222 21,073889                                                        |
| Sosnówka-Łąki | część wsi                                                                                        | Sosnówka                                                                                         | 0255740                                                                                          | 50°54′17″N 21°05′40″E/50,904722 21,094444                                                        |
| Stara Słupia | wieś                                                                                             |                                                                                                  | 0255763                                                                                          | 50°52′05″N 21°07′15″E/50,868056 21,120833                                                        |
| Stara Słupia-Kolonia Druga | część wsi                                                                                        | Stara Słupia                                                                                     | 0255792                                                                                          | 50°52′06″N 21°05′39″E/50,868333 21,094167                                                        |
| Stara Słupia-Kolonia Pierwsza | część wsi                                                                                        | Stara Słupia                                                                                     | 0255800                                                                                          | 50°51′39″N 21°06′31″E/50,860833 21,108611                                                        |
| Stara Sosnówka | przysiółek wsi                                                                                   | Sosnówka                                                                                         | 0255757                                                                                          | 50°54′06″N 21°04′58″E/50,901667 21,082778                                                        |
| Stara Wieś | część wsi                                                                                        | Dębno                                                                                            | 0255361                                                                                          | 50°53′45″N 20°59′02″E/50,895833 20,983889                                                        |
| Stara Wieś | część wsi                                                                                        | Skały                                                                                            | 0255651                                                                                          | 50°54′05″N 21°09′28″E/50,901389 21,157778                                                        |
| Stara Wieś | część wsi                                                                                        | Stara Słupia                                                                                     | 0255817                                                                                          | 50°51′53″N 21°06′41″E/50,864722 21,111389                                                        |
| Stare Baszowice | część wsi                                                                                        | Baszowice                                                                                        | 0255243                                                                                          | 50°52′50″N 21°03′40″E/50,880556 21,061111                                                        |
| Stary Cząstków | część wsi                                                                                        | Cząstków                                                                                         | 0255289                                                                                          | 50°53′34″N 21°06′32″E/50,892778 21,108889                                                        |
| Święty Krzyż | część miasta                                                                                     | Nowa Słupia                                                                                      | 0255527                                                                                          | 50°51′33″N 21°03′12″E/50,859167 21,053333                                                        |
| Trochowiny | część wsi                                                                                        | Mirocice                                                                                         | 0255504                                                                                          | 50°53′28″N 21°03′11″E/50,891111 21,053056                                                        |
| Trzcianka | wieś                                                                                             |                                                                                                  | 0255830                                                                                          | 50°50′34″N 21°03′54″E/50,842778 21,065000                                                        |
| Winnica | część wsi                                                                                        | Stara Słupia                                                                                     | 0255823                                                                                          | 50°52′20″N 21°06′57″E/50,872222 21,115833                                                        |
| Włochy | wieś                                                                                             |                                                                                                  | 0255869                                                                                          | 50°54′16″N 21°08′42″E/50,904444 21,145000                                                        |
| Włochy-Kolonia | część wsi                                                                                        | Włochy                                                                                           | 0255875                                                                                          | 50°54′32″N 21°08′08″E/50,908889 21,135556                                                        |
| Włochy-Kresy | część wsi                                                                                        | Włochy                                                                                           | 0255881                                                                                          | 50°54′20″N 21°08′07″E/50,905556 21,135278                                                        |
| Włochy-Nowa Wieś | część wsi                                                                                        | Włochy                                                                                           | 0255898                                                                                          | 50°54′40″N 21°08′47″E/50,911111 21,146389                                                        |
| Włochy-Wieś | część wsi                                                                                        | Włochy                                                                                           | 0255906                                                                                          | 50°54′32″N 21°08′18″E/50,908889 21,138333                                                        |
| Wólka-Parcela | część wsi                                                                                        | Milanowska Wólka                                                                                 | 0255467                                                                                          | 50°50′54″N 21°05′29″E/50,848333 21,091389                                                        |
| Zagacki | część wsi                                                                                        | Dębno                                                                                            | 0255378                                                                                          | 50°53′34″N 20°59′53″E/50,892778 20,998056                                                        |
| Zamłynie | część wsi                                                                                        | Cząstków                                                                                         | 0255295                                                                                          | 50°53′55″N 21°07′17″E/50,898611 21,121389                                                        |
| Źródła: Wykaz urzędowych nazw miejscowości i ich części (xls), Dz.U. z 2013 r. poz. 200 oraz Dz.U. z 2015 r. poz. 1636, Zbiory danych państwowego rejestru nazw geograficznych -2025-06-15 |                                                                                                  |                                                                                                  |                                                                                                  |                                                                                                  |

## Struktura powierzchni
Według danych z roku 2002 gmina Nowa Słupia ma obszar 85,94 km², w tym:
- użytki rolne: 65%
- użytki leśne: 28%

Gmina stanowi 3,82% powierzchni powiatu.

## Demografia

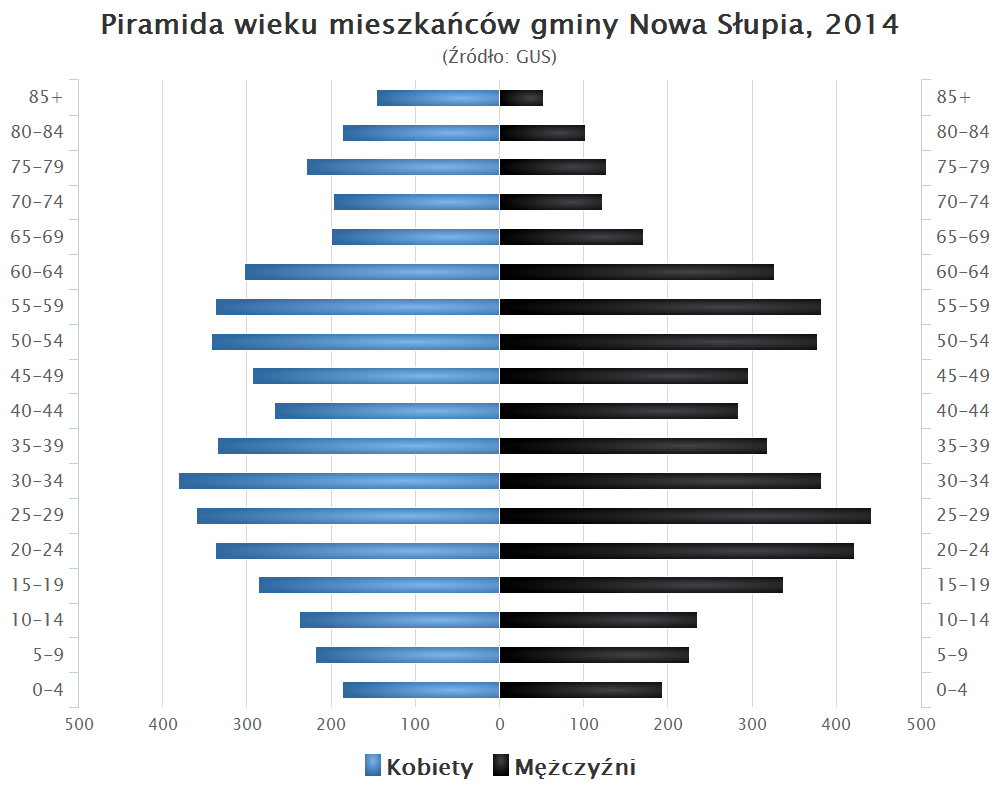
Piramida wieku mieszkańców gminy Nowa Słupia w 2014 roku

Dane z 30 czerwca 2004:
| Opis                              | Ogółem | Ogółem | Kobiety | Kobiety | Mężczyźni | Mężczyźni |
| --------------------------------- | ------ | ------ | ------- | ------- | --------- | --------- |
| Jednostka                         | osób   | %      | osób    | %       | osób      | %         |
| Populacja                         | 9735   | 100    | 4919    | 50,5    | 4816      | 49,5      |
| Gęstość zaludnienia [mieszk./km²] | 113,3  | 113,3  | 57,2    | 57,2    | 56        | 56        |

## Sołectwa
Bartoszowiny, Baszowice, Cząstków, Dębniak, Dębno, Hucisko, Jeleniów, Jeziorko, Milanowska Wólka, Mirocice, Nowa Słupia, Paprocice, Pokrzywianka, Rudki, Serwis, Skały, Sosnówka, Stara Słupia, Trzcianka, Włochy

## Sąsiednie gminy
Bieliny, Bodzentyn, Łagów, Pawłów, Waśniów